# Tick, tick... Boom! (film)
Tick, tick... Boom! – amerykański dramat muzyczny z 2021 roku w reżyserii Lin-Manuela Mirandy. Film został zrealizowany na podstawie scenariusza Stevena Levensona, opartego na musicalu o tym samym tytule autorstwa Jonathana Larsona. W rolach głównych wystąpili Andrew Garfield, Robin de Jesús, Alexandra Shipp, Joshua Henry, Judith Light i Vanessa Hudgens.
Tick, tick... Boom! miał światową premierę 10 listopada 2021 podczas AFI Fest, a 19 listopada pojawił się na platformie Netflix. Film został dobrze przyjęty przez krytyków, którzy chwalili głównie występ Garfielda i reżyserię Mirandy. Produkcja została nominowana do Złotego Globu za najlepszy film oraz do Oscara za najlepszy montaż. Za swoją kreację Garfield otrzymał liczne nagrody, w tym Złoty Glob dla najlepszego aktora w filmie muzycznym lub komediowym oraz nominację do Oscara.

## Fabuła
Film opowiada historię Jona, kompozytora, którego życie wydaje się zmierzać donikąd. Niedługo kończy 30 lat i nadal zarabia na życie, będąc kelnerem. Jon chciałby zaistnieć na Broadwayu, ale boi się, że nigdy mu się to nie uda. Presja rośnie, gdy dziewczyna Jona, Susan, ogłasza, że chce zacząć pracę poza miastem, a jego najlepszy przyjaciel, Michael, rzuca aktorstwo i odnosi ogromny sukces finansowy jako dyrektor korporacji. Nowy musical Jona wydaje się być dobry, jednak nie ma perspektyw. Jon zastanawia się, czy jego przyjaciele nie mają racji i czy nie czas zrezygnować z tego. Pragnie jednak dojść do sukcesu na własnych warunkach.

## Obsada
- Andrew Garfield jako Jonathan Larson[3],
- Robin de Jesús jako Michael, najlepszy przyjaciel Jonathana, który porzucił aktorstwo[4],
- Alexandra Shipp jako Susan Wilson, dziewczyna Jonathana, była tancerka[3],
- Joshua Henry jako Roger Bart, przyjaciel Jonathana, występujący w musicalach[4],
- Vanessa Hudgens jako Karessa Johnson, przyjaciółka Jonathana, występująca w musicalach[4],
- Judith Light jako Rosa Stevens, agentka Jonathana[4],

Ponadto w filmie wystąpili również: Jonathan Marc Sherman jako Ira Weitzman, szef Teatru Muzycznego w Playwrights Horizons, Mj Rodriguez jako Carolyn, kelnerka z Moondance Diner i przyjaciółka Jonathana, Ben Levi Ross jako Freddy, kelner z Moondance Diner i przyjaciel Jonathana, Bradley Whitford jako Stephen Sondheim, Stephen Sondheim jako on sam (tylko jako głos poczty głosowej), Laura Benanti jako Judy Wright, szefowa grupy, zajmującej się reklamą, Danielle Ferland jako Kim, członek grupy, zajmującej się reklamą, Micaela Diamond jako Peggy, członek grupy, zajmującej się reklamą, Utkarsh Ambudkar jako Todd, członek grupy, zajmującej się reklamą, Gizel Jimenez jako Cristin, aktorka, Kate Rockwell jako Lauren, aktorka, Joel Perez jako Lincoln, aktor, Judy Kuhn jako „Nan” (Nanette Larson), matka Jonathana, Danny Burstein jako „Al” (Allan Larson), ojciec Jonathana, Lauren Marcus jako Donna, przyjaciółka Jonathana i kamerzystka, Richard Kind jako Walter Bloom, kierownik warsztatów teatru muzycznego, Tariq Trotter jako H.A.W.K. Smooth, uliczny raper i aktor, Ryan Vasquez jako Scott, przyjaciel Rogera, Joanna P. Adler jako Molly, sprzedawczyni z księgarni Strand, Jelani Alladin jako David, partner Michaela, Shockwave jako portier.

## Produkcja

### Rozwój projektu
W lipcu 2018 roku ogłoszono, że Lin-Manuel Miranda zadebiutuje na stanowisku reżysera w dramacie muzycznym, wyprodukowanym przez Imagine Entertainment. Jako scenarzystę ogłoszono Stevena Levensona.
W czerwcu 2019 poinformowano, że film zostanie wydany na platformie streamingowej Netflix, a kandydatem do roli głównej jest Andrew Garfield. Zostało to potwierdzone w październiku, a w listopadzie do obsady dołączyli Alexandra Shipp, Vanessa Hudgens i Robin de Jesús. W styczniu 2020 ogłoszono, że Joshua Henry, Judith Light i Bradley Whitford pojawią się w filmie. Tego samego miesiąca ujawniono, że choreograf Ryan Heffington będzie pomagał przy filmie.

### Zdjęcia
Filmowanie rozpoczęło się w marcu 2020. W kwietniu 2020 prace zostały wstrzymane z powodu pandemii COVID-19. Produkcja została wznowiona w październiku 2020. Zdjęcia zakończyły się w listopadzie 2020.

## Muzyka
Ścieżkę dźwiękową do filmu skomponował Jonathan Larson.

## Wydanie
10 czerwca 2021 roku w sieci pojawił się pierwszy zwiastun filmu, który potwierdził, że film trafi na Netflix i do wybranych kin pod koniec 2021 roku. Światowa premiera filmu miała miejsce 10 listopada 2021 roku na AFI Fest. Premiera na platformie streamingowej Netflix odybła się 19 listopada 2021 roku.

## Odbiór
Film został dobrze przyjęty przez krytyków, którzy zwrócili uwagę na reżyserię, scenariusz, piosenki, ścieżkę dźwiękową, choreografię, a zwłaszcza występ Andrew Garfielda. W serwisie Rotten Tomatoes 88% z 200 recenzji uznano za pozytywne, a średnia ocen wystawionych na ich podstawie wyniosła 7,6/10. Na agregatorze Metacritic średnia ważona ocen z 43 recenzji wyniosła 74 punkty na 100 punktów.

### Nagrody i nominacje
| Rok  | Nagroda                                              | Kategoria                              | Nominowani                       | Wynik     | Źródło        |
| ---- | ---------------------------------------------------- | -------------------------------------- | -------------------------------- | --------- | ------------- |
| 2021 | Detroit Film Critics Society Awards                  | Najlepszy reżyser                      | Lin-Manuel Miranda               | Wygrana   | [ 36 ] [ 37 ] |
| 2021 | Detroit Film Critics Society Awards                  | Najlepszy aktor                        | Andrew Garfield                  | Nominacja | [ 36 ] [ 37 ] |
| 2021 | Detroit Film Critics Society Awards                  | Najlepszy scenariusz adaptowany        | Steven Levenson                  | Nominacja | [ 36 ] [ 37 ] |
| 2021 | Detroit Film Critics Society Awards                  | Najlepsza muzyka                       | Tick, tick... Boom!              | Nominacja | [ 36 ] [ 37 ] |
| 2021 | Washington D.C. Area Film Critics Association Awards | Najlepszy film                         | Tick, tick... Boom!              | Nominacja | [ 38 ] [ 39 ] |
| 2021 | Washington D.C. Area Film Critics Association Awards | Najlepszy aktor                        | Andrew Garfield                  | Wygrana   | [ 38 ] [ 39 ] |
| 2021 | Washington D.C. Area Film Critics Association Awards | Najlepszy scenariusz adaptowany        | Steven Levenson                  | Nominacja | [ 38 ] [ 39 ] |
| 2021 | Washington D.C. Area Film Critics Association Awards | Najlepszy montaż                       | Myron Kerstein i Andrew Weisblum | Wygrana   | [ 38 ] [ 39 ] |
| 2022 | Palm Springs International Film Festival             | Desert Palm Award                      | Andrew Garfield                  | Wygrana   | [ 40 ]        |
| 2022 | Złoty Glob                                           | Najlepsza film – komedia lub musical   | Tick, tick... Boom!              | Nominacja | [ 41 ] [ 42 ] |
| 2022 | Złoty Glob                                           | Najlepszy aktor w komedii lub musicalu | Andrew Garfield                  | Wygrana   | [ 41 ] [ 42 ] |
| 2022 | AACTA                                                | Najlepszy aktor zagraniczny            | Andrew Garfield                  | Nominacja | [ 43 ]        |
| 2022 | Amerykański Instytut Filmowy                         | 10 najlepszych filmów roku             | Tick, tick... Boom!              | Wygrana   | [ 44 ]        |
| 2022 | Nagroda Akademii Filmowej                            | Najlepszy aktor                        | Andrew Garfield                  | Nominacja | [ 45 ]        |
| 2022 | Nagroda Akademii Filmowej                            | Najlepszy montaż                       | Myron Kerstein i Andrew Weisblum | Nominacja | [ 45 ]        |